# 西浦達雄のエールを君に!
西浦達雄のエールを君に!（にしうらたつおのエールをきみに!）は、ABCラジオで2012年10月6日から2013年3月30日まで毎週土曜日の18:30 - 19:00に放送された音楽・トーク番組。

## 概要
長年にわたって朝日放送の全国高校野球選手権大会中継のテーマソングを歌い続けてきたシンガーソングライターの西浦達雄にとって、初めてのレギュラー番組および冠番組。高校野球中継の実況で知られる清水次郎（朝日放送アナウンサー）がパートナーを務めた。
当番組のキャッチフレーズは、「アツいラジオはじめました。背中を押してほしいあなた、聴いてください」。
当番組の前半では、スポーツの第一線で活躍するアスリートの名言を、背景となるエピソードとともに清水が朗読。ゲストを迎えた場合には、そのゲストに関する名言を取り上げた。後半では、リスナーが力（ちから）をもらった言葉や、青春時代のエピソードを清水が紹介する「言葉の向こうに」を放送。西浦が自身の楽曲を披露したり、自身出演のイベントの模様を収録した音源を流したり、スタジオから朗読劇を放送したりすることもあった。
なお、「言葉の向こうに」でメッセージを採用されたリスナーには、ベースボールクロックを番組から進呈していた。この時計には、西浦が「はじまりの瞬間」（朝日放送第91回・92回高校野球選手権大会中継のテーマソングに採用された自身の楽曲）や「ああ栄冠は君に輝く」（同大会の大会歌）の一部を吹き込んでいるほか、ある球場で試合開始・終了時に流れるサイレンの音も収められている。

## ゲス ト
- 2012年11月10日　金本知憲（野球評論家）